# Wendlandia pendula
Wendlandia pendula är en måreväxtart som först beskrevs av Nathaniel Wallich, och fick sitt nu gällande namn av Dc.. Wendlandia pendula ingår i släktet Wendlandia och familjen måreväxter. Inga underarter finns listade i Catalogue of Life.